# Mount & Blade: Warband

Mapa de Calradia, o cenário do videogame, Mount & Blade: Warband.

Mount & Blade: Warband é o segundo jogo da série Mount&Blade. Anunciado em janeiro de 2009, o jogo foi desenvolvido pela empresa turca TaleWorlds Entertainment e foi publicado pela Paradox Interactive em 30 de março de 2010. O jogo está disponível via download direto do site do TaleWorlds, através do Steam e da GOG como software de distribuição digital, ou como um DVD com a ativação online necessária. As versões MacOS e Linux foram lançadas em 10 de julho de 2014 através do Steam.
A versão Warband expande o jogo original, introduzindo uma sexta facção (The Sarranid Sultanate), aumentando as opções políticas, adicionando a capacidade para o jogador iniciar sua própria facção e incorporando modos Multiplayer. Os comentários sobre o jogo foram geralmente favoráveis, com a adição de um multiplayer bastante elogiado. O jogo foca no combate montado em cavalos e simula ordens ao grupo de guerra no campo, como dizer aos arqueiros que ocupem uma posição ou a infantaria para usar armas frágeis, por exemplo.
A partir de 31 de janeiro de 2014, o Paradox Interactive deixou de ser publicadora de Warband e concedeu o direito de publicação ao desenvolvedor.
Warband teve seu lançamento mundial oficialmente para Xbox One e PlayStation 4 a partir de 16 de setembro de 2016; no entanto, ainda não foi lançado em alguns países, como Austrália e Nova Zelândia.

## Gameplay
As principais mudanças no jogo foram a inclusão da capacidade multijogador, a introdução de uma sexta facção, o Sultanato Sarranide e a reorganização do mapa do mundo. A introdução de opções políticas permite aos jogadores influenciar os personagens e até se casar, e é possível que um jogador não alinhado à nenhum grupo, capte uma cidade ou castelo e comece sua própria facção. O jogo contém gráficos ligeiramente melhorados, juntamente com animações novas ou alteradas em combate.

### Multiplayer
O novo modo multiplayer remove todos os elementos RPG e mapa do modo single-player, e se concentra no combate direto. Partidas para jogadores múltiplos atendem até 200 jogadores, divididos em duas equipes com base nas facções selecionadas. Os personagens são personalizados comprando o equipamento disponível para a facção selecionada, com melhores equipamentos comprados depois de ganhar denars (a moeda do jogo) nas partidas multiplayer. Não existe nenhuma ligação entre os personagens de jogador multiplayer e single player. Oito modos de multiplayer foram incluídos na versão original de Warband. A maioria é semelhante aos modos encontrados em jogos de tiro em primeira pessoa, embora outros modos, como cercar castelos, também estão incluídos. O combate corpo-a-corpo consiste em quatro direções de ataque que estão para cima, para baixo, esquerda, direita, bem como quatro direções de bloqueio sendo as mesmas que os ataques. Algumas armas de combate corpo a corpo só podem ser usadas em duas direções de ataque que estão para cima e para baixo, enquanto algumas não podem bloquear, como certas facas que não podem ser obtidas no menu do equipamento.

### Expansões

#### Napoleonic Wars
Desenvolvido pela Flying Squirrel Entertainment e lançado em 19 de abril de 2012, Napoleonic Wars foi o primeiro conteúdo para download (DLC) para Mount&Blade: Warband. Esta DLC adiciona ao jogo um modo multijogador com tema dos últimos anos das Guerras Napoleônicas, nela há seis nações que podem ser escolhidas, sendo: França, Grã-Bretanha, Prússia, Áustria, Russia e a Confederação de Reno.
O multiplayer tem alguns modos de jogo como mata-mata, cerco, rouba bandeira, duelo e batalha. Há comunidades organizadas de jogadores, chamados de regimentos, organizados como uma organização com hierarquia militar. A DLC levou elementos que até o momento não existiam em Mount & Blade: Warband, como mosquetes e canhões.

#### Viking Conquest
Viking Conquest, foi a segunda DLC para Mount & Blade: Warband e foi lançado com tantos modo de único jogador e multijogador em 11 de dezembro de 2014. Foi desenvolvido em conjunto da TaleWorlds e a equipe Brytenwalda, criadora do famoso mod do mesmo nome. Viking Conquest se passa na idade das trevas, mais precisamente no período de intensas invasões nórdicas as ilhas britânicas, mas o jogador também tem a oportunidade de explorar parte da Dinamarca, Noruega e da Frísia. Um diferencial desta DLC para os mods, são que em seu modo de um jogador, ao construir o personagem e sua historia o jogador ainda tem as opções de começar como um aventureiro, como um lorde, como um monarca e com um modo historia, onde há várias missões exclusivas para este modo. A DLC também adiciona novas texturas, estandartes e mecânicas, como batalhas navais, construções de esconderijos, reforja de equipamentos e muito mais.

### Mods
Um importante aspecto de Mount & Blade: Warband são seus mods, que variam desde adição de novos recursos e texturas a novos mapas, personagens totalmente independentes ao jogo original.